# Abroncsos (heraldika)
Az abroncsos olyan címerkép (országalma, korona stb.), melynek abroncsa eltérő mázú, mint az adott címerkép borítása.